# Alhassan Koroma
Alhassan Koroma (Yoni, 9 de junio de 2000) es un futbolista sierraleonés que juega de delantero en el Al-Shahaniya S. C. de la Liga de fútbol de Catar.
Es hermano del también futbolista Alusine Koroma.

## Trayectoria
Después de formarse en el Marampa Stars, en 2019 llega al East End Lions FC de su país, que inmediatamente lo cede al R. B. Linense de la Segunda División B española.
Al final de temporada, el club andaluz decidió hacerse con sus servicios en propiedad, realizando una gran temporada 2020-21, en la que colaboró en el acceso del club gaditano a la nueva Primera División RFEF. En 2023 el equipo descendió a Segunda Federación y en el mes de julio fue traspasado al Al-Shahaniya S. C. catarí, siendo esta la primera vez que se pagaba dinero por un jugador de un equipo que militaba en dicha categoría.

## Selección nacional
Es internacional con la selección de fútbol de Sierra Leona, con la que debutó el 17 de marzo de 2018 en un partido amistoso frente a la selección de fútbol de Irán.

## Clubes
| Club                   | País         | Año       |
| ---------------------- | ------------ | --------- |
| Marampa Stars          | Sierra Leona | -2018     |
| East End Lions FC      | Sierra Leona | 2019-2020 |
| R. B. Linense (cedido) | España       | 2019-2020 |
| R. B. Linense          | España       | 2020-2023 |
| Al-Shahaniya S. C.     | Catar        | 2023-     |